# Бенгальское Возрождение
Бенгальское Возрождение (Бенгальский Ренессанс) — течение в индийском искусстве, возникшее на рубеже XIX—XX веков под влиянием роста местного национально-освободительного движения. К этому течению относят творчество художников О. Тагора, Н. Бошу, А. К. Халдара, Маниши и Мукула Де, К. Мазумдара, С. Гупты, С. Укила и других. Своей целью эти художники ставили создание нового национального искусства. При этом они опирались не только на опыт индийских настенных росписей и миниатюры, но и на традиции китайской и японской живописи. Так, в работах Обониндронатха Тагора (1871—1951) очевидно соединение стилистических приёмов национальной миниатюры, европейской графики и японской живописи, в работах Нондолала Боша (1882—1966) представлена попытка сочетания традиций индийской стенописи, калигхатского лубка и рисунка с натуры. Для произведений мастеров этого течения характерны лиричность и стилизация. Многие из них посвящены сценам сельской жизни и мифологическим темам.
В силу сложности и многообразия явления, называемого «Бенгальским Возрождением» существуют различные трактовки этого феномена. Это и интерпретация его как обращения к древнему наследию, и истолкование его как возрождения на новом уровне давно ушедшей культуры, и трактовка его как попытки синтеза индийского наследия с достижениями западной цивилизации. Исследованию данного явления посвящены труды историков, историков культуры, искусствоведов, литературоведов, религиоведов и философов.
Крупнейшим представителем Бенгальского Возрождения является лауреат Нобелевской премии Рабиндранат Тагор. К представителям религиозно-философской мысли Бенгальского Возрождения относятся также Раммохан Рой, Дебендронатх Тагор, Кешобчондро Сен, Вивекананда, Раджендралал Митра.
В рамках Бенгальского Возрождения рассматривают также деятельность таких индийских учёных как одного из создателей квантовой механики и статистики Шатьендраната Бозе (1894—1974) и физиолога растений, физика и биофизика Джагадиш Чандра Боше (1858—1937).